# Мирошникова, Анна Яковлевна
Анна Яковлевна Мирошникова (укр. Ганна Яківна Мірошникова; род. 1 апреля 1940, село Ольховец, теперь Каменец-Подольского района Хмельницкой области) — украинский советский общественный и профсоюзный деятель. Работала слесарем на заводах Одессы и Хмельницкого, избралась депутатом Верховного Совета СССР 8-го и 9-го созывов. Позже стала деятелем профсоюзного движения, избиралась секретарём Хмельницкого обкома Профсоюза работников электростанций и электротехнической промышленности.

## Биография
Родилась 1 апреля 1940 года, получила среднее образование. В 1956—1958 годах работала старшей пионервожатой в средней школе. С 1959 по 1965 год работала слесарем-сборщиком в комплексной бригаде Одесского завода сельскохозяйственного машиностроения. В составе бригады занималась сваркой сидений для прицепщиков, сборкой плугов. Журналист П. Стеценко так описывал внешность Анны во время работы на заводе сельскохозяйственных машин: «небольшая на рост, хрупкая, словно берёзка».
В 1965 году, в связи с семейными обстоятельствами, покинула Одессу и переехала в Хмельницкий, где стала работать слесарем-сборщиком или, по другим сведениям, электромонтажником-схемщиком в монтажно-сборочном цехе Хмельницкого завода трансформаторных подстанций имени 50-летия СССР. Хорошо себя зарекомендовала на новом месте работы, перевыполняла план и вносила рациональные предложения и поэтому была выдвинута кандидатом в депутаты в Верховный Совет СССР от 556 избирательного округа. В 1970 году Анна Мирошникова была избрана депутатом Совета Союза Верховного совета СССР. В 1971 году начала работать слесарем-монтажником на заводе трансформаторных подстанций. В 1974 году была вторично избрана депутатом Совета Союза Верховного Совета СССР.
Как депутат, Анна Мирошникова реагируя на обращения как граждан, так и предприятий, учреждений и населённых пунктов своего избирательного округа успешно решала их проблемы. Помогала своему заводу в сооружении жилых домов для рабочих. Неоднократно для решения вопросов по строительству ездила в Москву. Также для решения вопросов по снабжению металлом строительства лично ездила в Мариуполь и Череповец. В книге по истории завода трансформаторных подстанций «Люди, годы, жизнь» — отмечалось: «в каждом жилом доме, построенном на средства ХЗТП, есть значительная часть депутатской работы Анны Яковлевны». Первый секретарь ЦК ЛКСМ Украины Андрей Гиренко в своей статье 1972 года отметил Анну Мирошникову как одну из молодых депутатов, которые «решают важные вопросы на сессиях советов, участвуют в работе депутатских комиссий, беспокоятся об удовлетворении потребностей трудящихся и в частности молодёжи». В 1974 году коллеги Анны Мирошниковой отмечали не только её мастерство и новаторство, но и доброту, требовательность и неравнодушие к людям.
На общем собрании коллектива трансформаторного завода в 1979 году Анна Мирошникова была избрана освобождённым заместителем председателя профсоюзного комитета по производству. На новой должности проявила себя как активный профсоюзный деятель, защитница интересов простых рабочих. Занималась организацией досуга работников, помогала в получении квартир рабочим семьям. Благодаря своей деятельности стала известна за пределами предприятия и была избрана секретарём Хмельницкого обкома Профсоюза работников электростанций и электротехнической промышленности в 1981 году.
По состоянию на 1974 год состояла в браке, муж работал на Хмельницком радиотехническом заводе.

## Награды
- орден Трудового Красного Знамени[6]
- орден «Знак Почета»[6]
- медаль «За доблестный труд. В ознаменование 100-летия со дня рождения Владимира Ильича Ленина» (1970)[6]
- знак «Победитель социалистического соревнования»[2]